# ای‌آرام اوآخاکا
ای‌آرام اوآخاکا (به انگلیسی: ARM Oaxaca) یک کشتی است که طول آن ۲۸۲ فوت ۲ اینچ (۸۶٫۰۰ متر) می‌باشد.